# Oczekiwania inflacyjne
Oczekiwania inflacyjne – przewidywanie, jak w przyszłości będzie się zmieniała inflacja. Oczekiwania inflacyjne dotyczą podmiotów profesjonalnie zajmujących się finansami i osób prywatnych. W Polsce badaniem oczekiwań inflacyjnych zajmuje się GUS (od 2014 roku, wcześniej badania na zlecenie Narodowego Banku Polskiego przeprowadzał IPSOS).
Wyróżnia się:
- Adaptacyjne oczekiwania inflacyjne – okresowo wolniejsza inflacja skłania ludzi do oczekiwania podobnego trendu w przyszłości, uznają oni, że skoro teraźniejsze tempo inflacji maleje, stopniowo zmniejsza się również przewidywana przyszła stopa inflacji. Teoria oczekiwań adaptacyjnych opiera się na założeniu, że przyszłość będzie podobna do niedawnej przeszłości.
- Racjonalne oczekiwania inflacyjne – ludzie potrafią dobrze wykorzystać dostępne informacje o sytuacji gospodarczej, „profesjonalnie” przewidują jej zmiany i natychmiast się do nich dostosowują. Teoria racjonalnych oczekiwań wychodzi z założenia, że ludzie zazwyczaj prawidłowo przewidują przyszłość.